# Antignano (Livourne)
Antignano est un quartier de Livourne (province de Livourne en Toscane).
Historiquement inclus dans les limites administratives de la ville, il a longtemps conservé les caractéristiques d'un village rural. Avec le développement de la promenade maritime et des infrastructures, à partir de la fin du XIXe siècle, la ville fut progressivement incorporée au périmètre urbain de Livourne, dont elle constitue aujourd'hui l'extrémité Sud.

## Description
Antignano est situé au sud de la commune d'Ardenza, à quelques kilomètres du hameau de Quercianella, dont il est séparé par une suggestive étendue de côte surplombant la mer de Ligurie et où se dressent quelques tours de guet. Depuis 2007, le quartier reçoit le Pavillon bleu pour la qualité de ses services et de ses eaux de baignade.
À proximité se trouvent des carrières de pierre qui ont servi à la construction des murs de la ville et au pavage des rues (pierre d'Antignano).

## Lieux d'intérêt
- Église Santa Lucia (XVIe siècle)
- Cappella di Santa Teresa (it)
- Château d'Antignano (XVIe siècle)
- Château de Boccale (XIXe siècle)
- Château Sonnino (XIXe siècle)
- Tour de Calafuria (XVIe siècle)
- Villa Baiocchi
- Villa Gamba

## Galerie

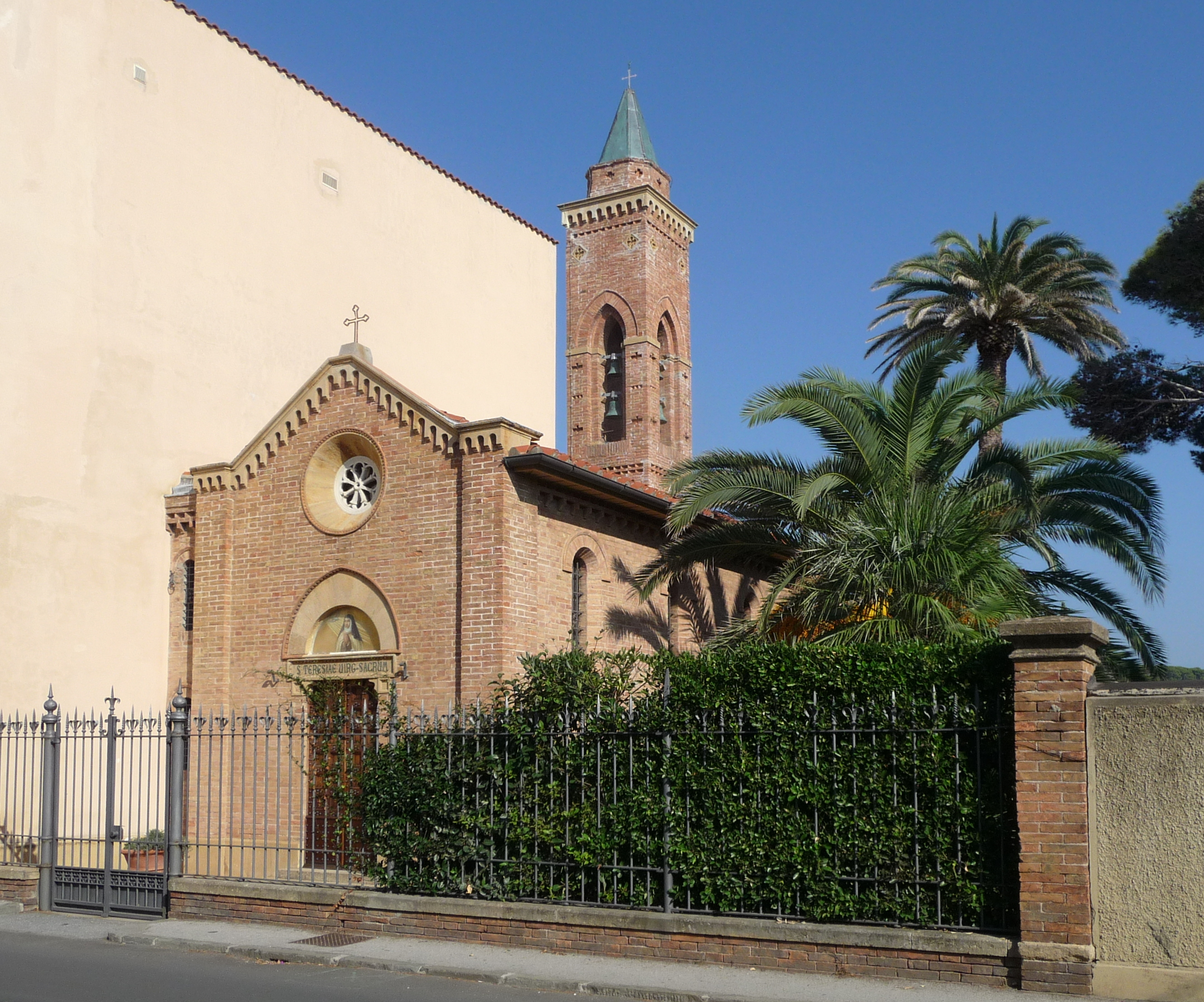
Chapelle Sainte-Thérèse.
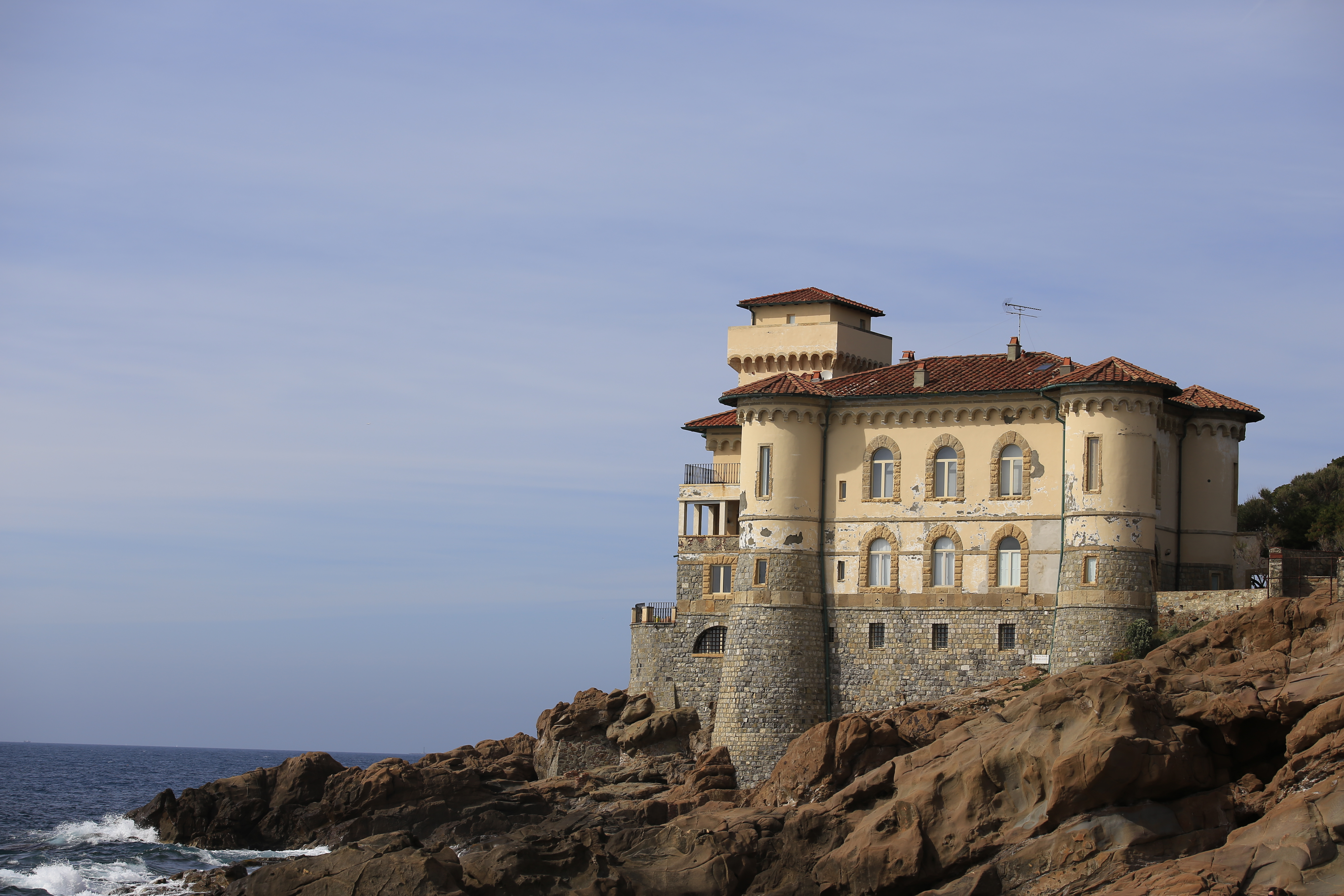
Château de Boccale.